# Bastrop (Texas)
Bastrop és una població dels Estats Units a l'estat de Texas. Segons el cens del 2000 tenia 5.340 habitants.

## Demografia
Segons el cens del 2000, Bastrop tenia 5340 habitants, 2034 habitatges, i 1336 famílies. La densitat de població era de 283,6 habitants/km².
Dels 2034 habitatges en un 32,8% hi vivien nens de menys de 18 anys, en un 46,6% hi vivien parelles casades, en un 15,3% dones solteres, i en un 34,3% no eren unitats familiars. En el 29,4% dels habitatges hi vivien persones soles el 12,6% de les quals corresponia a persones de 65 anys o més que vivien soles. El nombre mitjà de persones vivint en cada habitatge era de 2,46 i el nombre mitjà de persones que vivien en cada família era de 3,05.
Per edats la població es repartia de la següent manera: un 25,5% tenia menys de 18 anys, un 8,3% entre 18 i 24, un 29,6% entre 25 i 44, un 21,8% de 45 a 60 i un 14,8% 65 anys o més.
L'edat mediana era de 36 anys. Per cada 100 dones de 18 o més anys hi havia 91,2 homes.
La renda mediana per habitatge era de 40.212 $ i la renda mediana per família de 49.258 $. Els homes tenien una renda mediana de 34.388 $ mentre que les dones 27.582 $. La renda per capita de la població era de 19.862 $. Aproximadament el 10,1% de les famílies i l'11,7% de la població estaven per davall del llindar de pobresa.

## Poblacions més properes
El següent diagrama mostra les poblacions més properes.